# Liste der Gouverneure von Tocantins

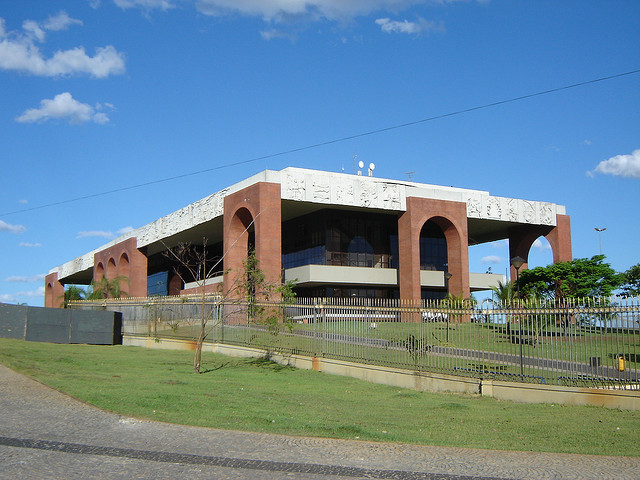
Regierungssitz des Gouverneurs, Palácio Araguaia, Palmas

Die Liste der Gouverneure von Tocantins verzeichnet die Regierungschefs des durch die Verfassung der Föderativen Republik Brasilien von 1988 durch Abspaltung von Goiás geschaffenen Bundesstaates Tocantins.

## Gouverneure von Tocantins
Parteien

| Partido Democrata Cristão (1985–1993) Partido da Frente Liberal (1985–2007) (PFL) Partido do Movimento Democrático Brasileiro (PMDB, heute MDB) Partido Progressista Reformador (PPR) Partido Progressista Brasileiro (PPB) Partido Democrático Trabalhista (PDT) Partido Popular Socialista (PPS) | Partido da Social Democracia Brasileira (PSDB) Democratas (DEM) Solidariedade (SD) Partido da República (PR) Partido Verde (PV) Partido Humanista da Solidariedade (PHS) Republicanos |

| Nr. | Gouverneur | Gouverneur                     | Bild                                               | Wahljahr  | Beginn            | Ende              | Partei                                             | Vizegouverneur       | Vizegouverneur         | vorher tätig als                     |
| --- | ---------- | ------------------------------ | -------------------------------------------------- | --------- | ----------------- | ----------------- | -------------------------------------------------- | -------------------- | ---------------------- | ------------------------------------ |
| 1   |            | Siqueira Campos (1928–2023)    |                                                    | 1988      | 1. Januar 1989    | 15. März 1991     | Partido Democrata Cristão (1985–1993) (PDC)        |                      | Darci Martins Coelho   | Bundesabgeordneter für Goiás         |
| 2   |            | Moisés Avelino (1940–)         |                                                    | 1990      | 15. März 1991     | 1. Januar 1995    | Partido do Movimento Democrático Brasileiro (PMDB) |                      | Paulo Sidnei Antunes   | Bundesabgeordneter für Tocantins     |
| 3   |            | Siqueira Campos (1928–2023)    |                                                    | 1994      | 1. Januar 1995    | 4. April 1998     | Partido Progressista Reformador (PPR)              |                      | Raimundo Boi           | Gouverneur von Tocantins             |
| 4   |            | Raimundo Boi (1946–)           |                                                    | 1994      | 4. April 1998     | 1. Januar 1999    | Partido da Frente Liberal (PFL)                    | unbesetzt            | unbesetzt              | Vizegouverneur von Tocantins         |
| 5   |            | Siqueira Campos (1928–2023)    |                                                    | 1998      | 1. Januar 1999    | 1. Januar 2003    | Partido da Frente Liberal (PFL)                    |                      | João Lisboa da Cruz    | Gouverneur von Tocantins             |
| 6   |            | Marcelo Miranda (1961–)        |                                                    | 2002 2006 | 1. Januar 2003    | 8. September 2009 | Partido da Frente Liberal (PFL)                    |                      | Raimundo Boi           | Legislativabgeordneter von Tocantins |
| 6   |            | Marcelo Miranda (1961–)        | Partido do Movimento Democrático Brasileiro (PMDB) | 2002 2006 | 1. Januar 2003    | 8. September 2009 |                                                    | Paulo Sidnei Antunes |                        | Legislativabgeordneter von Tocantins |
| 7   |            | Carlos Henrique Gaguim (1961–) |                                                    | —         | 9. September 2009 | 1. Januar 2011    | Partido do Movimento Democrático Brasileiro (PMDB) |                      | Eduardo Machado Silva  | Legislativabgeordneter von Tocantins |
| 8   |            | Siqueira Campos (1928–2023)    |                                                    | 2010      | 1. Januar 2011    | 4. April 2014     | Partido da Social Democracia Brasileira (PSDB)     |                      | João Oliveira de Sousa | Gouverneur von Tocantins             |
| 9   |            | Sandoval Cardoso (1977–)       |                                                    | —         | 4. April 2014     | 1. Januar 2015    | Solidariedade (SD)                                 |                      | Tom Lyra               | Legislativabgeordneter von Tocantins |
| 10  |            | Marcelo Miranda (1961–)        | semmoldura                                         | 2014      | 1. Januar 2015    | amtierend         | Partido do Movimento Democrático Brasileiro (PMDB) |                      | Claudia Lelis          | Gouverneur von Tocantins             |